# Adrián Abadía
Adrián Giovanni Abadía García (Mallorca, 5 de abril de 2002) es un deportista español que compite en saltos de trampolín.
Ganó una medalla de bronce en el Campeonato Mundial de Natación de 2024, en la prueba de trampolín 3 m sincro. Participó en los Juegos Olímpicos de París 2024, ocupando el sexto lugar en la prueba sincronizada (junto con Nicolás García).

## Palmarés internacional
| Campeonato Mundial | Campeonato Mundial | Campeonato Mundial | Campeonato Mundial   |
| Año                | Lugar              | Medalla            | Prueba               |
| ------------------ | ------------------ | ------------------ | -------------------- |
| 2024               | Doha (Catar)       | Medalla de bronce  | Trampolín 3 m sincro |